# Francisco José Barnés y Tomás
Francisco José Barnés y Tomás (Lorca, 5 de diciembre de 1833-Sevilla, 5 de marzo de 1892) fue un historiador y pensador español del krausismo. Fue padre del pedagogo Domingo y de Francisco Barnés Salinas, ambos a la postre ministros de Instrucción Pública. 

## Biografía
Tercero de cuatro hermanos, sus dos apellidos, aunque parezca lo contrario, son ingleses, pues un antepasado suyo se quedó en España a comienzos del siglo XVIII tras la Guerra de Sucesión.[cita requerida] Desde muy joven se dedicó al estudio, se licenció en Filosofía y Letras y se doctoró en ambos derechos y en Teología, ordenándose sacerdote; llegó a ser canónigo, pero, figura polémica y contradictoria, tuvo una crisis y se secularizó, seguramente por la época de la revolución de 1868.[cita requerida]
Mantuvo discrepancias con el conservador obispo de Murcia, Francisco Landeira por los escritos de éste sobre el matrimonio civil. Se adscribió al krausismo y fue varias veces director del Instituto de Segunda Enseñanza de Lorca, desde donde se enfrentó a las autoridades municipales, que no pagaban lo que debían y veían con malos ojos la libertad de enseñanza. 

En 1872, tras contraer matrimonio con Adela Salinas, llegó a Oviedo como catedrático de Historia Universal por oposición en su Universidad. Después fue profesor de la Universidad de Sevilla en 1880 y allí publicó su Historia Universal en tres volúmenes en 1881. Está enterrado en el Cementerio Civil de Sevilla. En su lápida se puede leer el siguiente epitafio:

R.I.P.A. Aquí descansan los restos de Don Francisco J. Barnés y Tomás, Doctor en Teología y Filosofía y letras, Licenciado en Derecho y Catedrático de esta Universidad Literaria. Fue sacerdote católico. Mientras creyó en el dogma, practicó los actos de la  Religión con dignidad y escrupuloso respeto; Cuando después de maduro examen y ejercicios continuados de razón, dejó de creer en el orden sobrenatural, (que juzgó fantástico), su carácter sincero no le permitió continuar una vida estéril y farisaica, burlando y explotando la credulidad de las gentes. Prosiguió a la naturaleza, nuestra común madre; contrajo matrimonio con digna mujer; fue padre de familia, cuyos deberes no descuidó un instante y en el trato social con toda clase de personas se ofreció como hombre sin fuero ni privilegio religioso. No creyó en otros milagros que en la instrucción y trabajo humano. Falleció en la paz de Dios el día 5 de marzo de 1892, a los 58 años de edad.

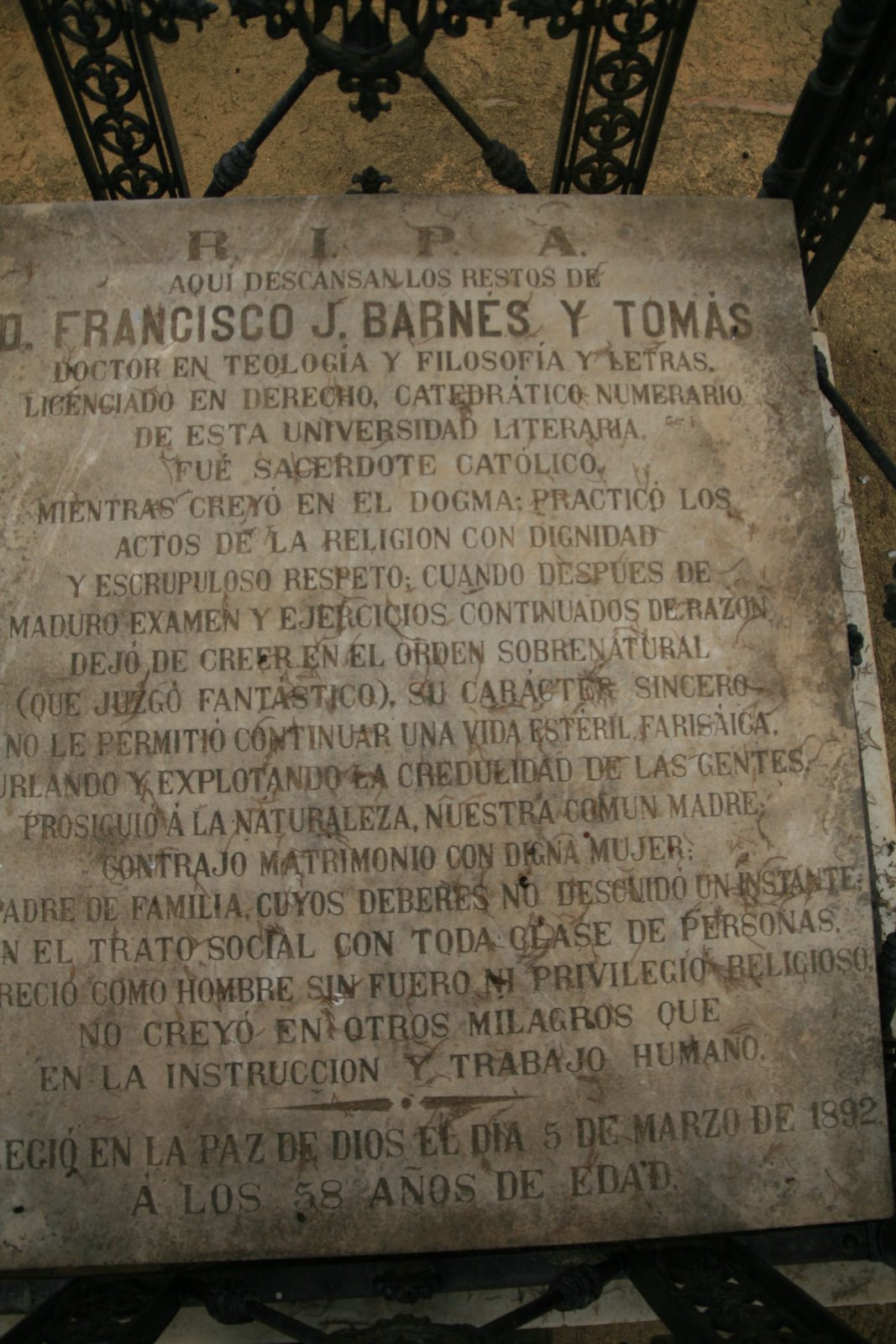
Epitafio de la tumba de José Barnés y Tomás en el cementerio de San Fernando de Sevilla, en la zona destinada a enterramientos de personas no católicas.

Para él la historia es sólo un género literario; el hombre es libre individualmente, pero no colectivamente, porque existe una Providencia; por providencialista lo tenía su contemporáneo Juan José Menduiña, lorquino también. 
Escribe Barnés que «la historia se ejecuta bajo la providencia divina, el esfuerzo libre del hombre y el medio natural en que este vive», y en ella existen otras dos constantes, «nuestro amor al hombre y nuestra convicción en la ley del progreso». Sus fuentes son el Compendio razonado de Fernando de Castro, la Historia Universal de Georg Weber, la Historia de la Humanidad de François Laurent y los trabajos de Sully, Thiers, Edward Gibbon, Mommsen, Turner, Max Dunker, Reus, César Cantú y Modesto Lafuente.

## Obras
- Ideas religioso-morales. Discurso inaugural leído ante el claustro de la Universidad de Oviedo en la apertura del curso académico de 1873 a 1874, Universidad Literaria de Oviedo, Imp. y Lit. de Brid y Regadera, 1873.
- Prolegómenos de historia universal, 1880.
- Historia Universal, Sevilla, 1881, 3 vols.

## Fuente
- José Luis Molina Martínez, Anticlericalismo y literatura en el siglo XIX. Murcia: Universidad, 1998, p. 220 y ss.

- Datos: Q8962455
- Multimedia: Francisco José Barnés y Tomás / Q8962455